# San Martín de Trevejo (kommunhuvudort)
San Martín de Trevejo är en kommunhuvudort i Spanien.   Den ligger i provinsen Provincia de Cáceres och regionen Extremadura, i den västra delen av landet, 260 km väster om huvudstaden Madrid. San Martín de Trevejo ligger 619 meter över havet och antalet invånare är 965.
Terrängen runt San Martín de Trevejo är kuperad, och sluttar söderut. Runt San Martín de Trevejo är det ganska glesbefolkat, med 35 invånare per kvadratkilometer. Närmaste större samhälle är Moraleja, 19,8 km sydost om San Martín de Trevejo. 